# Procaris ascensionis
Procaris ascensionis is een tienpotigensoort uit de familie van de Procarididae. De wetenschappelijke naam van de soort is voor het eerst geldig gepubliceerd in 1972 door Chace & Manning.